# Ржише
Ржише (словен. Ržiše) — поселення в общині Загорє-об-Саві, Засавський регіон, Словенія. Висота над рівнем моря: 562,5 м.